# Japán fegyveres erők
A japán fegyveres erőket az idők során több néven említették.
Így a Meidzsi-kortól (Meidzsi (Mucuhito) császár uralma) 1945-ig két egymástól független haderőnem alkotta a japán fegyveres erőket:
- Japán Császári Hadsereg
- Japán Császári Haditengerészet

Mindkettőt feloszlatták a második világháborúban elszenvedett vereség után, és nem is szervezték őket újjá, a világháború utáni Sóva-alkotmány IX. fejezete értelmében. Azonban a koreai háború utáni bizonytalanság és a szovjet veszély miatt 1954-ben megkezdték a japán Önvédelmi Haderő (Dzsieitai) megszervezéséhez, amely napjainkban is aktív. Három haderőnemből áll:
- Japán Szárazföldi Véderő
- Japán Tengerészeti Véderő
- Japán Légi Véderő